# Willem Gnapheus
Willem van de Voldersgraft o Gnapheus, (Willem de Volder, Gulielmus Fulonius (La Haya, 1493-Norden, 29 de septiembre de 1568) humanista y erudito calvinista. 
Miembro de una familia acomodada, estudió en la Universidad de Colonia y fue rector de latín en La Haya desde 1520, ciudad donde entró en contacto con la reforma protestante y donde en 1523 lo encarcelan junto con su amigo Cornelis Hoen por hereje. Más tarde, en un nuevo encarcelamiento, conoció a Jan van Woerden y al salir de prisión en 1528, deja los Países Bajos perseguido por la inquisición.
En 1531, se establece en Elbing, Prusia Real, donde durante una procesión de carnaval se mofó de altos cargos eclesiásticos. En 1535 fue nombrado profesor de latín de la ciudad y en 1541 se estableció en Kœnigsberg y fue profesor de la Albertina. Pero el profesor de teología de la universidad, Friedrich Staphylus, lo acusó de proselitismo anabaptista y lo excluyen del consejo universitario.  Excomulgado el 9 de junio de 1547 deja Prusia y la regente de Frisia Oriental, Ana de Oldemburgo,  le ofrece un puesto de secretario y preceptor. Escribió piezas de teatro en latín, como por ejemplo Acolastus de filio prodigo, compuesta en 1507 pero editada solo en 1529.

## Obra
- Acolastus de filio prodigo, 1529
- Morosophus (Un hombre sabio tonto), comedia latina, 1531
- Een troost ende spieghel der siecken ende derghenen, die in lijden zyn, 1531
- Joannis Pistorii martirium, 1546
- Lobspruch der Stadt Emden und ganz Ostfrieslands, 1557